# Ракообразные в геральдике
Ракообразные (рак, краб, лангуст) — естественная негеральдическая гербовая фигура.
Символизируют осторожность, медлительность, порядок, иногда чистоту местных водоёмов.

## Геральдика
В европейской геральдике ракообразные получили распространение в территориальной геральдике (Котбус, Ауце, Радунь) и используются в говорящих родовых гербах (Раковы). В блазонировании в основном встречаются красного цвета, но иногда естественного зелёного (болотного), золотого и чёрного цветов. Как правило, в гербах изображаются столбом, иногда перевязью. Всегда изображаются целиком и не встречаются их отдельные части (клешни).
В польской геральдике присутствуют на гербе Варня.
В русской геральдике практически не встречаются, за исключением "гласных" гербов родов Раковых и Канкриных; герба Весьегонска, флага и герба Весьегонского района, где рак символизирует чистоту водоёмов.
| Ракообразный | Примечания |
| ------------ | --- |
| Краб         | В геральдике имеет совершенно необъяснимую символику — "тяжесть". В эмблематике краб обозначает: "вооружённая непокорность при незыблемом спокойствии". |
| Лангуст      | В отличие от рака на гербах изображается естественно, без клешней.                                                                                      |
| Рак          | В геральдике обозначает совершенно необъяснимую символику — "скромное восхищение".                                                                      |

## Примеры

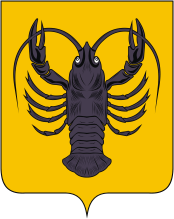
Герб Весьегонска
Герб Радуни
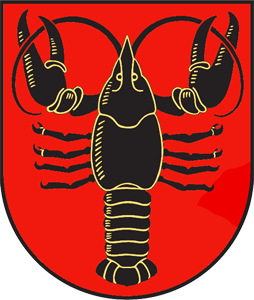
Герб Ауце
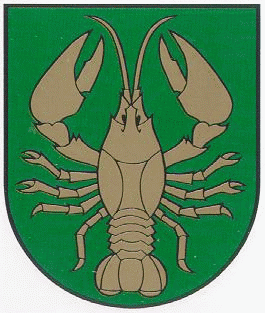
Герб Швенчёнеляй
Герб гмины Вохынь
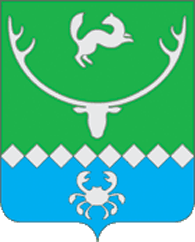
Герб Аяно-Майского района
Герб Варня